# Stenispa sulcatifrons
Stenispa sulcatifrons es una especie de insecto coleóptero de la familia Chrysomelidae.
Fue descrita científicamente en 1928 por Pic.